# Huanggang
Huanggang is een stadsprefectuur in de Chinese provincie Hubei, Volksrepubliek China. 
Huanggang ligt ten oosten van de metropool Wuhan, en ten noorden van de Yangtze. In het uitgebreid verstedelijkt stadsgebied bevinden zich de woonkernen of stadskernen van Huangzhou aan de Yangtze-oevers, Macheng in het noorden van Huanggang tegen het gebergte en Wuxue, eveneens aan de Yangtze-oevers in het zuiden van Huanggang.
Huanggang werd in januari 2020 door de Chinese autoriteiten onder quarantaine gesteld vanwege de uitbraak van het coronavirus.

## Geboren
- Lin Biao (1908-1971), militair en politicus
- Li Xiannian (Hong’an,1909-1992), president van de Volksrepubliek China[2]